# 아흐메드 라디
아흐메드 라디 흐마이에시 알살리히(아랍어: أحمد راضي هميش الصالحي‎, 1964년 3월 21일 바그다드 ~ 2020년 6월 21일)는 이라크의 축구 선수 · 정치인이다.
1986년 FIFA 월드컵에서 이라크 대표팀의 일원으로 출전했다. 그가 벨기에와의 조별 경기에서 기록한 골은 이라크가 FIFA 월드컵 본선에서 기록한 유일한 득점이기도 하다. 1988년 국제축구역사통계연맹이 선정한 아시아 올해의 축구 선수로 선정되었다.
1986년과 1991년 이라크 슈퍼리그 시즌, 1994년 카타르 리그 시즌에서 득점왕에 올랐으며 1988년 아랍 네이션스컵에서 득점왕에 올랐다.
2007년에는 이라크 의회 의원 등 정치인으로 활동했다.
2020년 6월 13일 코로나19에 감염돼 바그다드의 이븐 알 누페스 병원에 입원했다. 이후 이븐 시나 병원과 알 누아만 병원으로 옮겼고, 그 달 21일 합병증으로 사망하였다. 당시 라디는 스스로 인공호흡기를 떼고 화장실에 갔다가 쓰러져 나중에 발견되었던 것으로 밝혀졌다.

## 같이 보기
- A매치 100경기 이상 출전한 축구 선수 명단